# Francesco Ferdinando Sanseverino

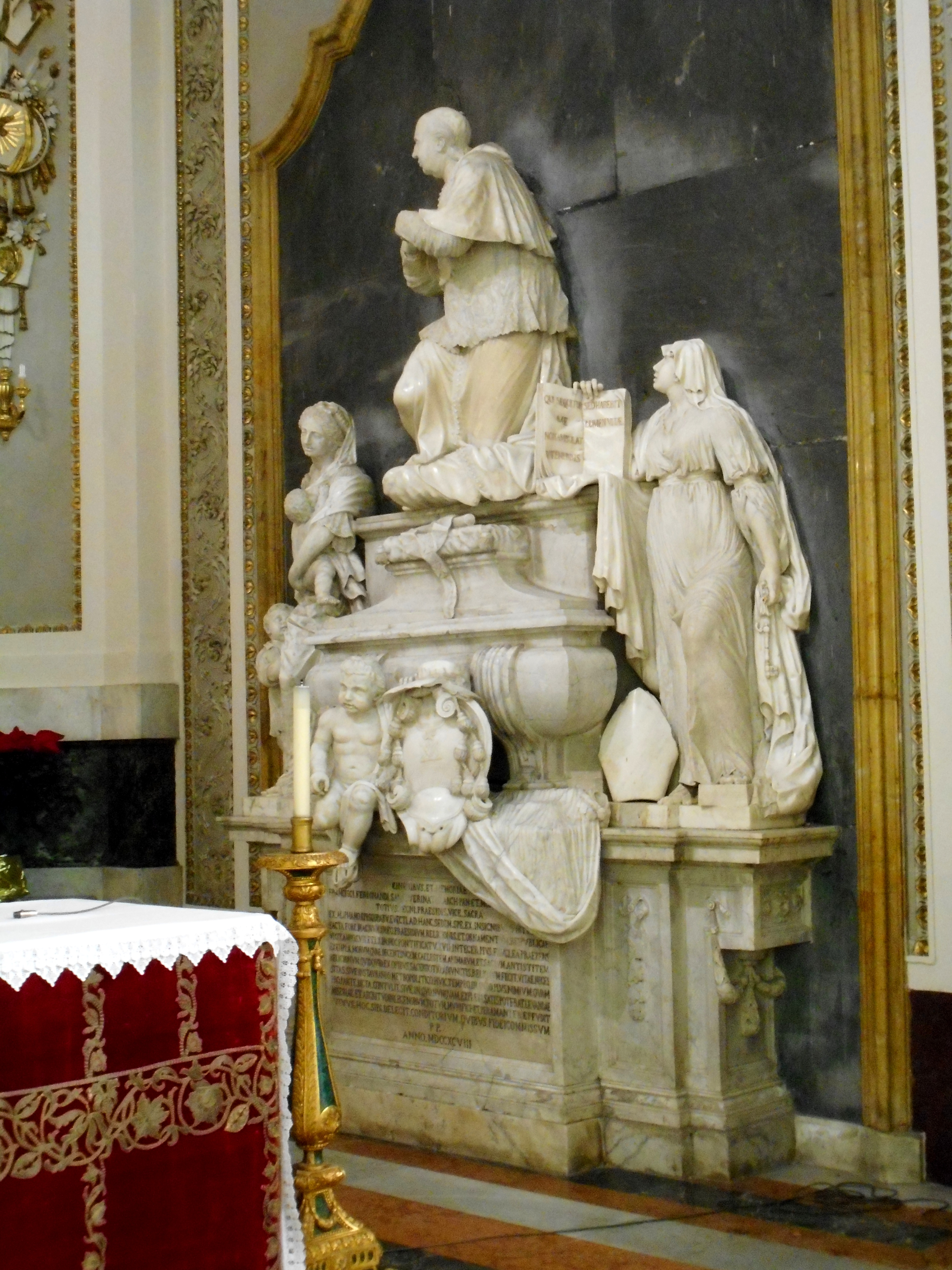
Tomba dell'Arcivescovo Sanseverino nella Cattedrale di Palermo

Francesco Ferdinando Sanseverino (Maratea, 25 febbraio 1723 – 31 marzo 1793) è stato un arcivescovo cattolico italiano.

## Biografia
Nacque a Maratea, allora nella diocesi di Cassano, il 25 febbraio 1723.

### Formazione e ministero sacerdotale
Entrato a Napoli nella congregazione dei pii operai, conseguì il lettorato in teologia.
Ordinato diacono il 17 dicembre 1746, fu ordinato presbitero il 18 marzo dell'anno seguente; nel 1750 divenne consultore della Congregazione dei riti.

### Ministero episcopale
Il 29 gennaio 1770 papa Clemente XIV lo nominò vescovo di Alife; ricevette l'ordinazione episcopale il 4 febbraio successivo a Roma dal cardinale Enrico Benedetto Stuart, vice cancelliere di Santa Romana Chiesa, co-consacranti Nicolas-Xavier Santamarie, vescovo titolare di Cirene, e Francesco Maria Piccolomini, vescovo di Pienza.
Designato da Ferdinando III di Sicilia il 21 marzo 1776, il 15 aprile seguente papa Pio VI lo nominò primo arcivescovo metropolita di Palermo e di Monreale, arcidiocesi che aveva unito aeque principaliter il 7 luglio dell'anno precedente col breve Apostolici suscepti.
Nel 1784 fu nominato presidente del Regno durante l'assenza del viceré Domenico Caracciolo.
Morì il 31 marzo 1793 dopo 23 anni di governo pastorale delle arcidiocesi; è sepolto nella cattedrale di Palermo.

## Genealogia episcopale e successione apostolica
La genealogia episcopale è:
- Cardinale Scipione Rebiba
- Cardinale Giulio Antonio Santori
- Cardinale Girolamo Bernerio, O.P.
- Arcivescovo Galeazzo Sanvitale
- Cardinale Ludovico Ludovisi
- Cardinale Luigi Caetani
- Cardinale Ulderico Carpegna
- Cardinale Paluzzo Paluzzi Altieri degli Albertoni
- Papa Benedetto XIII
- Papa Benedetto XIV
- Papa Clemente XIII
- Cardinale Enrico Benedetto Stuart
- Arcivescovo Francesco Ferdinando Sanseverino, C.P.O.

La successione apostolica è:
- Arcivescovo Alfonso Airoldi (1779)
- Arcivescovo Niccolò Ciafaglione (1780)
- Vescovo Francesco Vanni, C.R. (1786)